# AS Vénus
AS Vénus is een voetbalclub uit Tahiti. Vénus speelt in de Tahiti Division Fédérale, de eerste voetbalklasse in Tahiti.

## Erelijst
Tahiti Division Fédérale (11): 1953, 1956, 1991, 1993, 1995, 1997, 1998, 1999, 2000, 2002, 2019